# پروژه ترور
پروژه ترِوِر(به انگلیسی: The Trevor Project) یک سازمان ناسودبر آمریکایی است که به مسئله خودکشی میان نوجوانان ال‌جی‌بی‌تی می‌پردازد. این پروژه توسط افراد مشهوری همچون الن دی‌جنرس، دنیل ردکلیف، نیل پاتریک هریس، کریس کولفر، کیم کارداشیان و دارن کریس حمایت می‌شود.